# Allobroges
De Allobroges waren een Keltische stam of volk van het zuidoosten van Gallië. Ze komen vooral in de literatuur tijdens de Punische oorlogen, de slagen bij Vindalium en Solonium, en de samenzwering van Catilina.

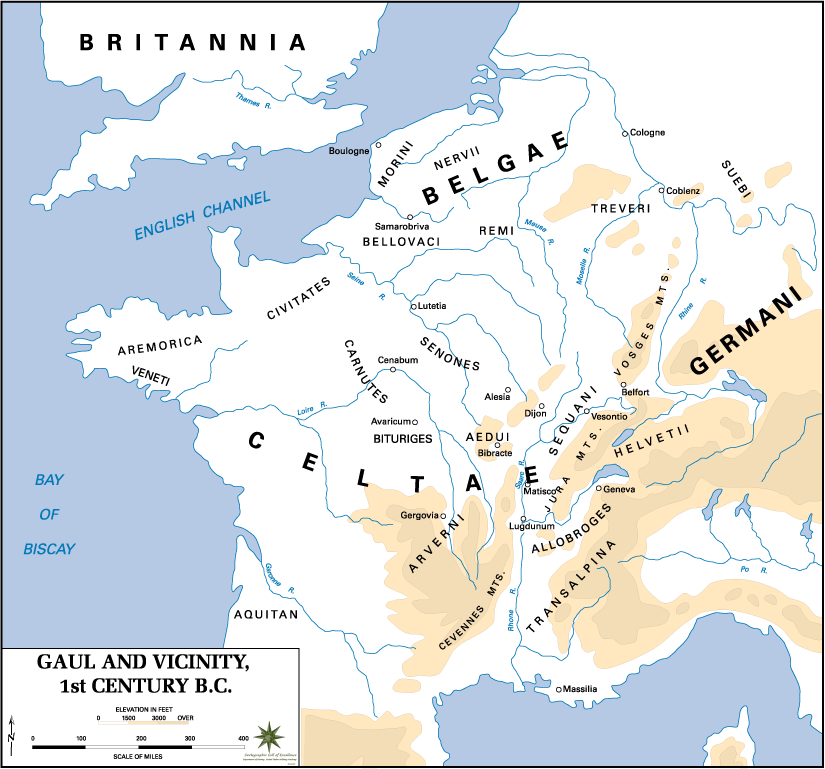
Kaart van Gallië in 1st eeuw na Chr. met de positie van de stam der Allobroges

## Geografische context
De naam Allobroges is een samenstelling van het Griekse allo- (ander) en het Keltische   brog (land) wat erop duidt dat ze later dan de andere Kelten in dit gebied aangekomen zouden zijn. Hun gebied strekte zich uit van de Isère rivier tot aan het Meer van Genève, en van de huidige Savoie-streek tot aan de linkeroever van de Rhône. Hun territorium bestond uit zeer vruchtbare gronden in de Rhônevlakte en diepe bossen ten oosten waar volgens Strabo, de lucht “zuiver en licht” was. Daar leefden ze van de landbouw en er waren producenten van een befaamde soort tarwe, van rogge en ook van wijn.
Hun land, zogeheten “Allobrogie”, wordt meestal gezien als bewoond door één volk, de Allobroges, terwijl het hier eigenlijk zou gaan om een groot aantal territoria, bepaald door Gallische toponiemen die vandaag nog bestaan. De Allobroges zijn dus een federatie van volkeren zoals veel andere Gallische stammen. De naam Allobroges was hen door de Romeinen gegeven om praktische redenen en betrof de volkeren die zich in het huidige Savoie en Dauphiné bevonden met hun hoofdstad in het huidige Vienne.

## De Allobroges, door de klassieke schrijvers beschreven
De eerste klassieke schrijver die de naam van de Allobroges meldt is Polybius, in zijn Historiae. Titus Livius beschrijft ze ook, maar minder uitgebreid, in Historiae Romanae. 
Het gaat hier meestal over de beroemde episode van de Punische oorlogen, toen Hannibal met zijn troepen de nauwe bergpassen van de Alpen overstak. De Allobroges waren toen bekend als moedige en strijdlustige krijgers, met zeer mobiele lichtbewapende eenheden en een uitstekende kennis van het terrein, waarvan ze optimaal gebruik wisten te maken. Volgens Polybius waren ze zelf “volkomen in staat Hannibals leger te vernietigen”. Bovendien waren ze gevreesd als krijgers die “in die tijd voor geen enkele Gallische stam onderdeden in macht en in faam”, maar ze waren op dat moment verdeeld door interne conflicten, waarvan Hannibal grote voordelen wist te maken.
Sommigen sloten zich bij de Carthagiër aan, maar de meesten trachtten hem tevergeefs in zijn tocht door hun territorium tegen te houden.
De Allobroges werden ook vaak vermeld in het kader van een reeks conflicten met de Romeinen, met als hoogtepunt de slag bij Vindalium, tussen de rivieren Sorgue en Rhône. Daar sloten ze een grote alliantie met de Gallische stam van de Arverni onder leiding van hun Koning Bituitus in het jaar 122 v.Chr.. Hun coalitie is bloedig verslagen door de troepen van Domitius Ahenobarbus die hen afschrikte met olifanten.

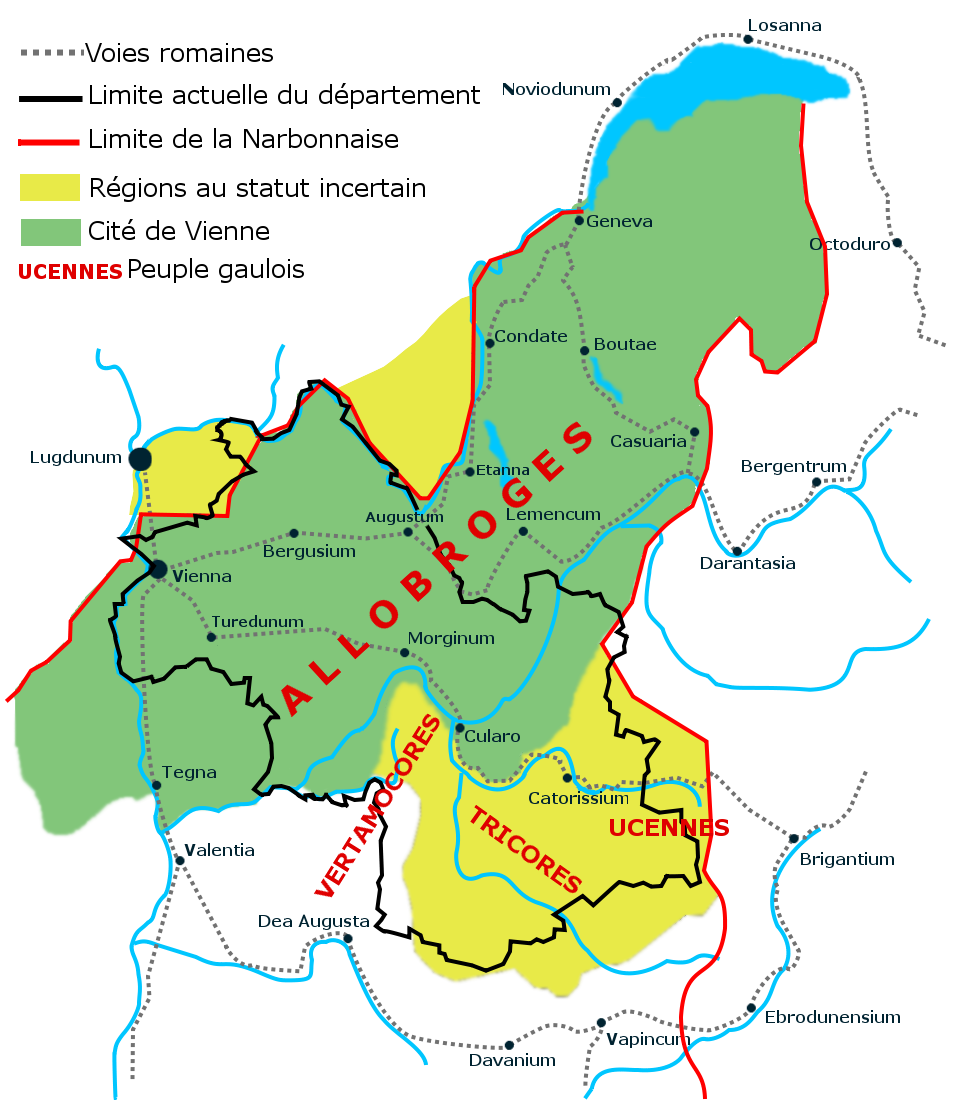
Het land van de Allobroges opgenomen in de Romeinse provincie Gallia Narbonensis

In het jaar 121 v.Chr. komen de Allobrogen opnieuw tot oorlog met Rome. Deze keer vochten ze tegen de troepen van consul Quintius Fabius Maximus Allobrogicus bij de samenvloeiing van de Rhône en de Isère en leden ze een grote nederlaag die zal resulteren in de incorporatie van hun territorium in de Romeinse Republiek. Allobrogie wordt een deel van de provincie Gallia Narbonensis. Fabius Maximus kreeg dan de bijnaam “Allobrogicus” ter ere van zijn overwinning en liet zelfs een wit marmeren monument op het slagveld richten, de zogenaamde Fabianus Fornix.
Vanaf dan wordt de dominantie van de Romeinen op de Allobroges zeer zwaar. De belastingdruk wordt groot en een deel van de bewoners wordt zelfs tot slavernij gedwongen of gedeporteerd.
Een ultieme opstand werd zeer hard gehandhaafd in 62 v.Chr., toen de Allobrogenleider Catognatus in Solonion een aanval op de troepen van propraetor Caius Pomptinus lanceerde. Het oproer werd moeilijk bedwongen en na een bloedig conflict werden de Allobroges met harde hand behandeld. De locatie van Solonion is niet met zekerheid gekend; het zou namelijk hier gaan over de huidige Valence of Soyons, aan de oevers van de Rhône.
Nog even later, in 59 v.Chr. tijdens Julius Caesars interventie in Gallië tegen de Helvetii, werden de Allobroges als “pas onderworpen” voorgesteld. De Helvetii plunderden de landen van de Allobroges in hun zuidwaartse tocht en deze laatste gingen bij Caesar om zijn bescherming te vragen. Na Caesars overwinning moesten ze dan de defensie van de provincie versterken en de Helvetii toch met graan voorzien. Tijdens zijn veroveringstocht door Gallië moesten de Allobroges later zelfs troepen en voorraad afleveren.

## Rol in Catilina’s samenzwering
De Allobroges werden door Cicero en Sallustius vermeld voor het feit dat ze een belangrijke rol hadden gespeeld in het ontmaskeren van de samenzwering van Catilina tegen de Republiek in 63 v.Chr.. Deze laatste probeerde met zijn aanhangers (Lentulus Sura en Publius Umbrenus) van de aanwezigheid van een delegatie van de Allobroges (die in Rome aanwezig was om aan consul Cicero te vragen om de belastingdruk en de oppressie op hun volk te verzachten) te profiteren, en bood hen vriendschap aan, evenals de ophef van de strenge maatregelen tegen hen, in ruil voor hun steun in de samenzwering. 
De Allobrogische gezanten beslisten echter na lange twijfel om consul Cicero over de samenzwering te informeren. Er wordt hen gevraagd om bewijzen van de samenzwering te verzamelen. De Allobroges moeten de brieven die ze van Catilina’s aanhangers hebben gekregen, om de steun van de leiders van hun volk aan het complot te vragen, na een gevecht aan de Romeinse autoriteiten afgeven. Cicero nam de brieven in beslag en las ze in de Senaat tijdens zijn zogenaamde “Catilinarische redevoeringen”, wat het einde van de samenzwering van Catilina inluidde.

## De Romeinse Allobrogie

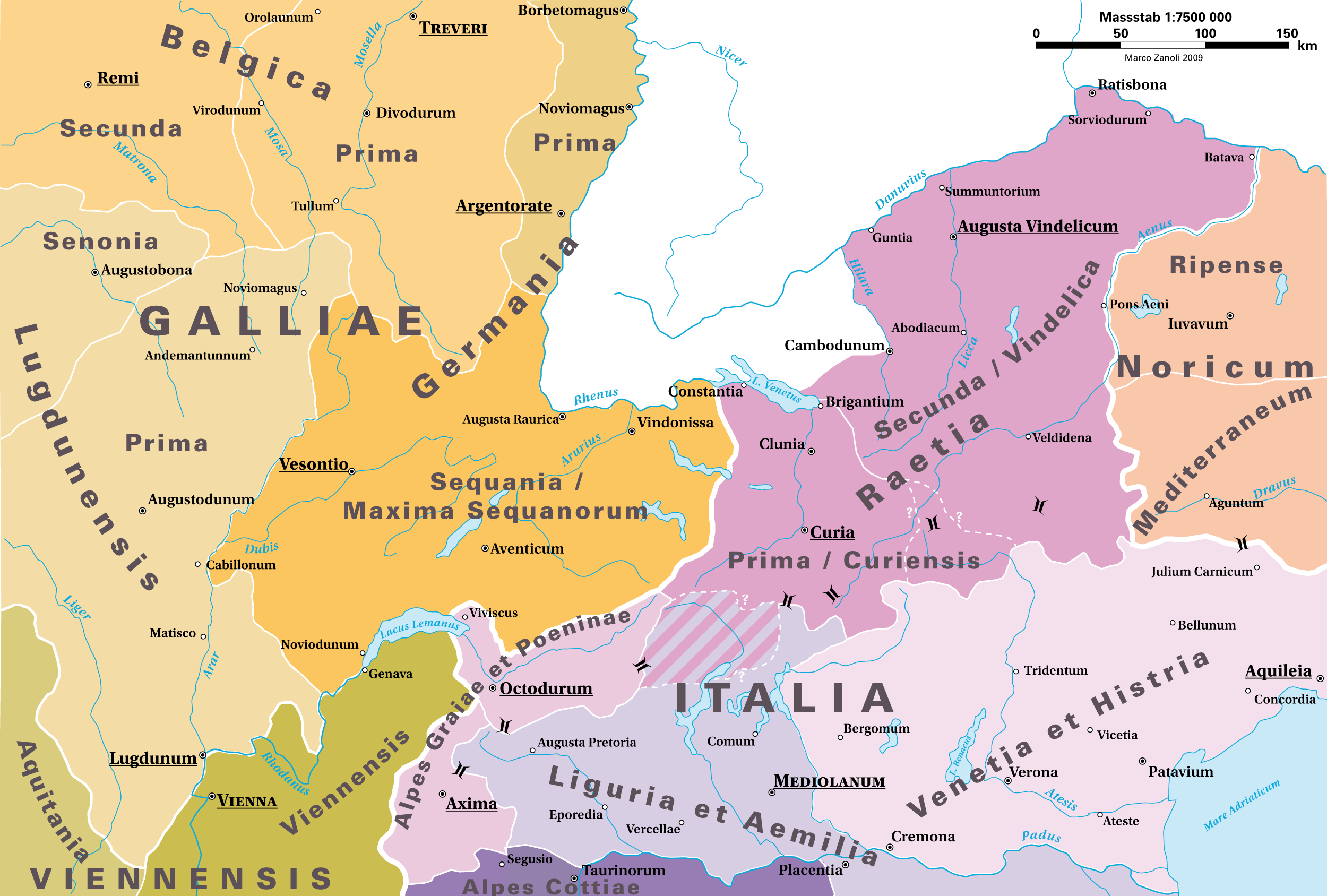
Tijdens het Romeinse Keizerrijk werd het gebied Viennensis genoemd, naar de opkomende stad Vienne.

Tijdens de Romeinse bezetting komt er na een tijd opnieuw rust en stabiliteit. 
De Allobroges zijn verplicht hun krijgerstatuut definitief vaarwel te zeggen en worden gedwongen om zich tot boeren-kolonisten te bekeren. Vienne, dat toen nog een dorp was, werd opgebouwd als “hoofdstad” van de Allobroges en kende onder keizer Augustus een grote economische en culturele bloei. Vienne werd een rijke stad waar tempels, monumenten, legerkampen, belangrijke wegen en villa’s van rijke patriciërs gebouwd werden. Grote domeinen voor de landbouw werden opgetrokken en verzekerden de bloei van steden als Boutae (Annecy), Aquae grationae (Aix-les-Bains), Romilia (Rumilly) of Genava (Genève).
Op het einde van het Romeinse Rijk in de 4e eeuw begon de Allobrogie haar naam te verliezen voor Sapaudia (land van de Sparbomen), dat later tot de huidige naam Savoie zou leiden. Met de komst van de Bourgondiërs in de 5e eeuw verdwijnt ook de naam van de Allobroges.
Het Franse woord “Allobroge” wordt vandaag wel nog gebruikt om een grove, lompe, weinig geraffineerde persoon aan te duiden.